# Gentianella astonii
Gentianella astonii är en gentianaväxtart. Gentianella astonii ingår i släktet gentianellor, och familjen gentianaväxter.

## Underarter
Arten delas in i följande underarter:
- G. a. arduana
- G. a. astonii